# Tantow
Tantow é um município da Alemanha, situado no distrito de Uckermark, no estado de Brandemburgo. Tem 35,38 km² de área, e sua população em 2019 foi estimada em 825 habitantes.